# Novo Szelo (Kumanovo)
Novo Szelo (macedónul: Ново Село) település Észak-Macedóniában, a Északkeleti körzetben, Kumanovo községben.

## Népesség
| Lakosok száma | 334  | 341  | 366  | 364  | 370  | 337  | 316  | 274  | 277  |
|               | 1948 | 1953 | 1961 | 1971 | 1981 | 1991 | 1994 | 2002 | 2021 |

- 1994-ben 316 lakosa volt, akik közül 267 szerb és 49 macedón.
- 2002-ben 274 lakosa volt, akik közül 204 szerb és 70 macedón.